# سوزو هیروسه
سوزو هیروسه (انگلیسی: Suzu Hirose؛ زادهٔ ۱۹ ژوئن ۱۹۹۸) هنرپیشه و مدل اهل ژاپن است. وی از سال ۲۰۱۳ میلادی تاکنون مشغول فعالیت بوده‌است.
از فیلم‌هایی که وی در آن نقش داشته است، می‌توان به پسر و دیو، سومین قتل و خواهر کوچک ما اشاره کرد.